# (6673) Degas
(6673) Degas est un astéroïde de la ceinture principale.

## Description
(6673) Degas est un astéroïde de la ceinture principale. Il fut découvert par Cornelis Johannes van Houten, Ingrid van Houten-Groeneveld et Tom Gehrels le 25 mars 1971 à l'observatoire Palomar. Il présente une orbite caractérisée par un demi-grand axe de 2,4296 UA, une excentricité de 0,2121 et une inclinaison de 3,9709° par rapport à l'écliptique.
Il fut nommé en hommage à l'artiste peintre, graveur, sculpteur et photographe français Edgar Degas.

## Compléments